# 세계 표준의 날
세계 표준의 날(World Standards Day) 또는 국제 표준의 날은 매년 10월 14일을 기념하는 국제적인 날이다. 이 날은 미국기계공학회(ASME), 국제전기기술위원회(IEC), 국제회계사윤리표준위원회(IESBA), 국제 표준화 기구(ISO), 국제전기통신연합(ITU), 전기전자공학자협회(IEEE) 및 국제 인터넷 표준화 기구(IETF) 등 표준 개발 조직 내에서 자발적인 표준을 개발하는 수천 명의 전문가들의 노력을 기리는 날이다. 세계 표준의 날의 목적은 세계 경제에 대한 표준화의 중요성에 대한 규제 기관, 업계 및 소비자의 인식을 높이는 것이다.
10월 14일은 1946년 25개국 대표단이 처음으로 런던에 모여 표준화 촉진에 초점을 맞춘 국제기구를 창설하기로 결정한 날을 기념하기 위해 특별히 선택되었다. ISO가 1년 뒤에 설립되었지만, 1970년이 되어서야 첫 번째 세계 표준의 날이 기념되었다.